# Calliapagurops
Calliapagurops is een geslacht van kreeftachtigen uit de klasse van de Malacostraca (hogere kreeftachtigen).

## Soorten
- Calliapagurops charcoti de Saint Laurent, 1973
- Calliapagurops foresti Ngoc-Ho, 2002